# بابلو كانتيرو
بابلو كانتيرو (بالإسبانية: Pablo Cantero) هو لاعب كرة قدم أرجنتيني في مركز الوسط، ولد في 31 أكتوبر 1977 في روساريو في الأرجنتين. لعب مع سان مارتين دي سان خوان.